# Abadia de Clonard
Mosteiro de Clonard (em irlandês:  Mainistir Cluain Ioraird, que significa "Mosteiro do Prado de Erardo"), também chamado de Abadia de Clonard, foi um mosteiro medieval situado às margens do rio Boyne, em Clonard, condado de Meath, Irlanda.

## História antiga

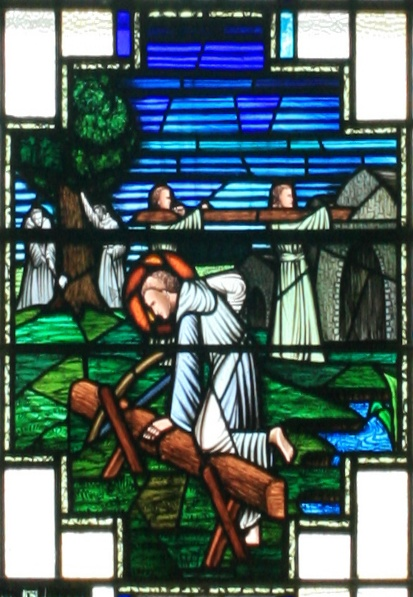
A construção do mosteiro em um vitral da igreja de São Finiano em Clonard.

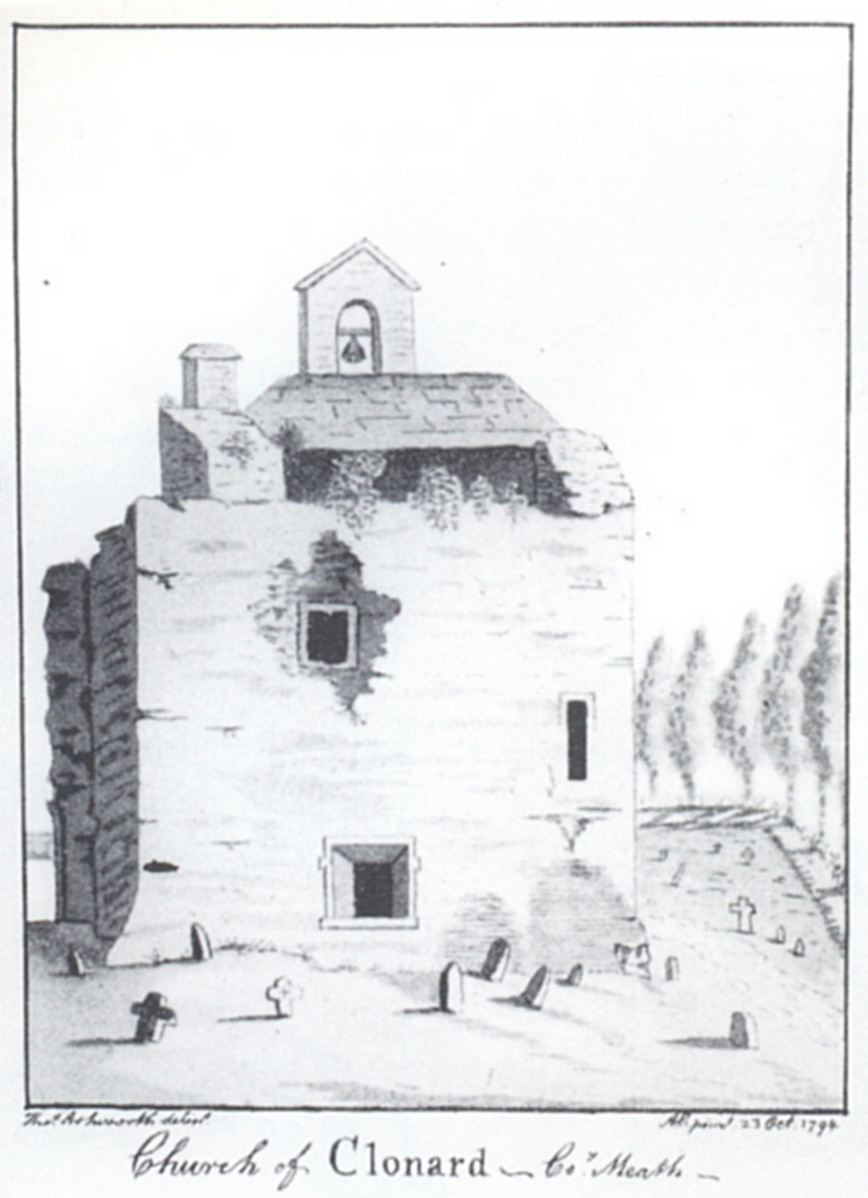
Ruínas da Abadia de Clonard, esboçadas por Austin Cooper, 1794

O mosteiro foi fundado por volta de 520 por Finiano, que inicialmente construiu uma única cela no local. O local original pode ter sido nas proximidades de Ard Relec. De acordo com as crônicas medievais, Finiano foi levado ao local por um anjo que lhe disse que seria o local de sua ressurreição. Ele era muito viajado e baseou seu mosteiro no treinamento que recebeu em Tours e Llancarfan. Finiano foi enterrado no local após sua morte por volta de 549. Durante o século VI, alguns dos nomes mais significativos da história do Cristianismo irlandês (que viriam a ser conhecidos como os Doze Apóstolos da Irlanda) estudaram no mosteiro.
Clonard estava situada na Esker Riada, a principal estrada leste-oeste da Irlanda no início dos tempos medievais, aumentando sua proeminência. No entanto, também ficava na fronteira entre os reinos de Leinster e Meath, que ocasionalmente estavam em guerra.
A partir do século VIII em diante, Clonard ficou sob o controle de várias dinastias políticas rivais, e em meados do século IX, era a igreja líder das Midlands irlandesas. O abade de Clonard liderava o clero das Midlands da mesma forma que o abade de Armagh liderava os do norte. Durante seu apogeu, um hino escrito em homenagem a Finiano afirmava que a escola do mosteiro abrigava 3.000 alunos recebendo instrução religiosa a qualquer momento.
Uma grande parte da abadia erguida por Finiano foi queimada em 764. Como muitos locais monásticos na Irlanda, Clonard sofreu pesadas perdas sob os ataques vikings do nono ao décimo primeiro século. No ano de 838, os dinamarqueses a destruíram e passaram o clero à espada. Eles retornaram novamente em 888. Em 939, Ceallachan, rei de Cashel, auxiliado pelos dinamarqueses de Waterford, saqueou a abadia. Em 970, Donell, filho de Murcha, pilhou e queimou Clonard.

## Diocese

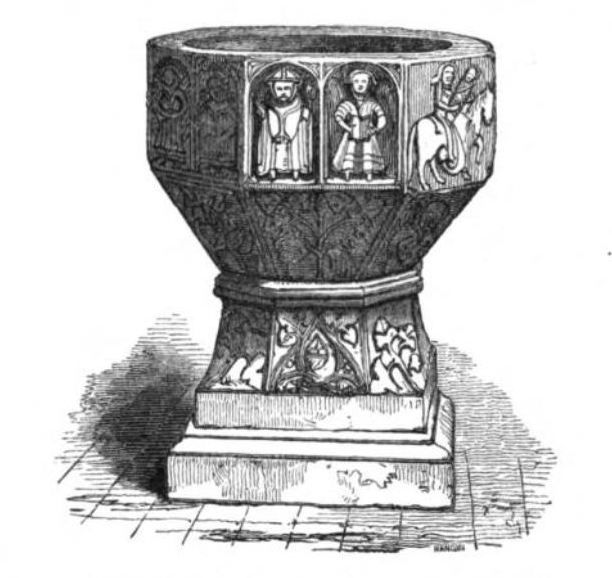
Pia Batismal de Clonard, esboçada por William Wilde em 1849, agora instalada na Igreja de São Finiano, Clonard

Do Sínodo de Ráth Breasail (1111), era o centro da nova sé de Clonard, à qual foram adicionados os bispados de Trim, Ardbraccan, Dunshaughlin e Slane, indicando sua importância na época. Isso foi confirmado no Sínodo de Kells em 1152. Em 1113, Connor, Rei de Munster, saqueou Meath e levou à força as riquezas de toda a província, que haviam sido alojadas para segurança na igreja da abadia. Uma grande parte da abadia, e toda a biblioteca, foi consumida por um incêndio acidental em 1143. A abadia e a cidade foram saqueadas e queimadas em 1170, por M'Murcha, auxiliado pelo conde Strongbow e pelos ingleses, e tendo sido posteriormente reconstruídas, sofreram um destino semelhante no ano de 1175. Nesse mesmo ano, Walter, filho de Hugo de Lacy, ergueu, provavelmente sobre as ruínas da antiga abadia, um mosteiro agostiniano. Clonard entrou em declínio durante o século XII e, em 1202, o bispo normando de Rochfort transferiu a sé de Clonard para Trim na nova Diocese de Meath.
Muito pouco resta do local hoje. Do ar, os contornos de alguns limites de muros e outras obras de terraplenagem são visíveis.